# Jasiona (Krapkowice)
Pour les articles homonymes, voir Jasiona.
Jasiona est une localité polonaise de la gmina de Zdzieszowice, située dans le powiat de Krapkowice en voïvodie d'Opole.